# CodePlex
CodePlex fue un sitio web para alojar proyectos de software de código fuente abierto (open source) creado por Microsoft. Entre sus características incluye páginas wiki, control de código fuente basado en Team Foundation Server, Git, Subversion e incluso Mercurial (aunque no es recomendado), un foro de discusión, seguimiento de tareas, soporte de tags sobre el proyecto, soporte de RSS, estadísticas y gestión de la publicación de los proyectos.
Mientras que CodePlex contiene un gran variedad de proyectos, incluyendo proyectos relacionados con SQL Server, WPF y Windows Forms, la mayor parte de sus actividades se centran en el Framework .NET, incluyendo ASP .NET, y el servidor colaborativo de Microsoft, SharePoint. El proyecto más prominente y utilizado nacido dentro de CodePlex, es el AJAX Control Toolkit el cual es un proyecto conjunto entre Microsoft y la comunidad

## Historia
La beta inicial fue lanzada en mayo del 2006, con una liberación oficial un mes después en junio. Una nueva versión del sitio Web es liberada cada tres semanas agregando nuevas características y mejoras.
Para el 2 de enero de 2010, CodePlex había acumulado 13.022 proyectos, y en el 5 de marzo de 2013, ya tenía 33.310 proyectos.
Microsoft es el único propietario y operador de CodePlex.com. La Fundación Outercurve (renombrada de CodePlex Foundation en 2010) nunca se ha involucrado directamente en la supervisión de CodePlex.com; el cambio de nombre fue hecho, en parte, para liberar la confusión de que existía una relación directa entre las dos entidades.
Desde el 22 de enero de 2010, el sistema de control de código fuente Mercurial es soportado también, y este soporte se ha visto mejorado. A partir del 21 de marzo de 2012, CodePlex anuncio el soporte de Git como una opción de control de código fuente.
Se anunció su cierre para el 17 de diciembre de 2017. Mientras se realizaba este proceso, Codeplex se volvió en un sitio de solo lectura el 27 de noviembre de 2017.